# Sorbitanmonostearat
Sorbitanmonostearat (Handelsname: Span 60) ist ein Sorbitanfettsäureester, ein Ester von Sorbit bzw. von 1,4-Sorbitanhydrid (kurz Sorbitan).

## Verwendung
Es wird in der Pharmazie und der Lebensmittelindustrie als Emulgator verwendet. Es ist in der EU als Lebensmittelzusatzstoff der Nummer E 491 für bestimmte Lebensmittel (unter anderem verschiedene Backwaren, Speiseeis, Desserts, Zuckerzeug und Getränkeweißer) zugelassen.
Da Sorbitanmonostearat ein hydrophobes nichtionisches Tensid ist, geliert es zahlreiche organische Lösungsmittel wie Hexadekan, Isopropylmyristat und eine Reihe von Pflanzenölen. Anwendungen können diese Gele bei der Verabreichung von Medikamenten und Antigenen finden.

## Gesundheitliche Bewertungen
Die erlaubte Tagesdosis beträgt 25 mg/kg Körpergewicht pro Tag. Die Europäische Behörde für Lebensmittelsicherheit kam zu dem Schluss, dass eine Exposition diesen Grenzwert in keiner Bevölkerungsgruppe überschreite.

## Eigenschaften
Pharmazeutische Qualitäten stellen ein Gemisch hauptsächlich aus Partialestern des Sorbits und seiner Mono- und Dianhydride mit Stearinsäure dar. Die blassgelbe, wachsartige, feste Substanz weist eine Schmelztemperatur von 50 bis 60 °C auf. Die Hydroxylzahl beträgt 235 bis 260, die Verseifungszahl 147 bis 157. Hinsichtlich der Fettsäurenfraktion werden zwei Typen unterschieden:
- der Typ I mit einem Stearinsäuregehalt von 40,0 bis 60,0 Prozent
- der Typ II mit einem Stearinsäuregehalt von 60,0 bis 80,0 Prozent

Bei beiden Typen beträgt der Gesamtgehalt an Palmitin- und Stearinsäure mindestens 90,0 Prozent.